# Izvir
Izvir je kraj, kjer se stalno ali začasno na naraven način pojavi vodonosnik na zemeljski površini. V večini primerov se ti napajajo z iz padavin nastalo podtalnico. Le v redkih primerih voda prihaja iz globljih delov notranjosti Zemlje.  Voda pride na dan ob geoloških prelomih, ob vznožju pobočja ali na ravninah.

## Klasifikacija
Izvire lahko razvrstimo v skladu z več vidiki: glede na hidrostatični tlak vodonosnika, glede na časovni potek odvajanja, glede na temperaturo izvira, glede na vsebnost raztopljenih plinov in trdnih snovi, v skladu s konstrukcijskimi značilnostmi ali glede na vrsto ustvarjenih izstopnih habitatov.

### Glede na hidrostatični tlak
- drenažni izvir: pritisk na točko izteka podzemne vode je enak atmosferskemu; izvir, kjer voda izteka iz vodonosnika zaradi gravitacije.
- Arteški izvir: izvir na območju vodonosnika, kjer je piezometrična gladina višje kot izvir, zato se podzemna voda dviga navpično v višino do piezometrične gladine

### Glede na časovni potek
- Trajni izvir teče nepretrgoma, jakost izliva je lahko zelo različna.
- Zaganjalka/intermitentni izvir: ponavljajoč ali presihajoč izvir; kraški izvir, aktiven samo ob visoki vodi.

### Glede na temperaturo
Običajno temperatura vode izvira ustreza lokalni povprečni letni temperaturi zraka in je konstantna v sezonskem ciklu. V srednji Evropi je temperatura okoli 6 do 10 ° C, v tropskih območjih 20 do 25 ° C. Če je vodonosnik manj kot 20 metrov globoko, lahko pride do rahlega sezonskega nihanja temperature izvira.
- Akratopegni izvir: izvir, katerega temperatura ustreza povprečni lokalni letni temperaturi oziroma izvir z majhno množino mineralnih snovi in s temperaturo do 20 °C.
- Akratotermni izvir: izvir, katerega temperatura vode je nad povprečno letno temperaturo zraka 
  - termalni vrelec - izvir termalne vode, ki ima vsaj 4 °C višjo temperaturo od srednje letne temperature zraka v določenem kraju
  - podhlajeni izvir - izvir, v katerem ima voda nižjo temperaturo, kot je srednja letna temperatura zraka v tistem kraju.

### Glede na vsebnost raztopljenih snovi
Izviri, ki imajo posebno visoko vsebnost raztopljenih plinastih ali trdnih snovi so znani kot mineralni vrelci. Z učinkom zdravilnih vrelcev se ukvarja balneologija. Mineralne vrelce se lahko nadalje razdeli v slane izvire, žveplene izvire, kiselkaste in alkalne izvire, grenke izvirov, izvire železa in radioaktivne izvire. Nosilec radioaktivnosti izvirov je žlahtni plin radon, najbolj v granitu in gnajsu in je nastal z razpadom urana ali mineralov, ki vsebujejo torij.

### Glede na strukturne značilnosti izvira v prispevnem območju
- Močilo – mezenje vode skozi skalne razpoke
- Roje – večje število močnejših izvirov
- Bruhalnik – voda občasno bruha iz podzemlja (Govic)
- Obrh/kopa – velik izvir pod strmo steno
- Ponor in požiralnik (estavela) – izvir, ob upadanju vodne gladine ponor
- Zaganjalka/intermitentni izvir – pretok se ciklično spreminja
- Plastni izvir: izvir, pri katerem voda izteka iz lezike na meji z manj prepustno plastjo.
- Prelivni izvir: izvir, pri katerem izteka voda preko zaporne neprepustne plasti.
- Arteški izvir.
- Bruhajoči izvir: vulkansko ogrevani ali vodonosnik z ogljikovim dioksidom na izhodu bruha v obliki fontane v velike višine; imenovan tudi gejzir.
- Podmorski izvír ali brojnica: izvir sladke vode ali somornice pod morsko gladino, pri katerem nastajajo na gladini značilne klobučaste oblike
- Vokliški izvir: voda iz velikih globin pod pritiskom po strmih kanalih priteka na površje (Divje jezero pri Idriji),

### Glede na strukturne značilnosti lokacije
- Curljanje (tekoče ali brbotajoče) kaže jasno prepoznaven, lokaliziran izvir z vidnim iztokom. Lahko je laminarni tok in ima še vedno vodno kotanjo oziroma po odhodu iz razpoke v strmem terenu lije kot curek ali slap.
- Mlaka (ribniki, lijak) je izvir v dnu korita, ki nastane v stoječih vodnih telesih. S prelivanjem preko roba, voda nato teče kot izvir. Na kraških območjih takšen izvir doseže velike globine.
- Podvodni izvir se pojavlja predvsem na kraških območjih
- Endoreičen izvir nima odtoka; njegova voda ponikne po kratki razdalji.
- Ukročen izvir je različica umetnega izvira ali tudi izdelan kot spomenik.

(Vodnjaki so umetni izviri podzemne vode in jih ne imenujemo izvir).

## Izvir kot habitat
Z biološkega stališča so izviri pot med površinskimi vodami in podzemljem. Mnogo organizmov, ki živi v jamah, je prišlo v podzemlje skozi izvire. V samih izvirih živijo rastline in živali, ki za preživetje potrebujejo čisto vodo in stabilne okoljske razmere, okoli njih pa organizmi vlažnega okolja. Ekološko gledano so izviri oligotrofni habitati - v njih je malo hranilnih snovi in naseljuje jih povsem drugačna združba kot nižji del vodotoka. Zato so pomembni s stališča biodiverzitete, hkrati pa zelo ranljivi na onesnaževanje ali druge spremembe (odstranjevanje vegetacije, vnos hranil itd.) zaradi prilagojenosti te združbe na stalne pogoje.

## Sveti izviri
Sveti izvir je majhno vodno telo, ki izhaja iz zemlje in ga častijo v poganski ali krščanski religiji. Mitologija antične Grčije je bila polna svete in opevanih izvirov - predvsem Kastalijski izvir na Parnasu in Pierianski v Makedoniji. V srednjeveški Evropi so bili sveti vodnjaki pogosto poganska sveta mesta, ki so kasneje postala krščanska. Izraz "sveto " se pogosto uporablja, kadar se nanaša na izvir vode omejenega obsega (ne jezero ali reka, vendar pa bazen in naravni izvir in mlaka), ki ima določen pomen pri folklori lokalnega območja. To je lahko v obliki določenega imena, povezano z legendo, pripisovanje zdravilnih lastnosti v vodi skozi duhovno prisotnost skrbnika duha ali krščanskega svetnika ali obred ali ritual s središčem na lokaciji. V krščanski mitologiji je veljalo, da je izvirska voda pritekla zaradi delovanj svetnika, znano tema je zlasti v hagiografiji keltskih svetnikov.